# Сырдарьинская область
Сырдарьи́нская область (вило́ят; узб. Sirdaryo viloyati / Сирдарё вилояти) — административная единица в составе Республики Узбекистан. Административный центр — город Гулистан.

## История
Территория Сырдарьинской области находилась в составе различных государственных объединений: империи Ахеменидов, Кангюя, государства Эфталитов, Тюркского каганата, Западнотюркского каганата, Арабского халифата, государств Саманидов, Караханидов, Хорезмшахов, Чагатайского улуса, империи Амира Темура, Тимуридов, Шейбанидов и Аштарханидов.

### В составеУзбекской ССР
При образовании Узбекской ССР территория нынешней Сырдарьинской области входила в состав Ташкентской области.
Часть территории нынешней Сырдарьинской области ранее находилась в составе Южно-Казахстанской области Казахской ССР. По Указу Президиума Верховного Совета СССР от 13 февраля 1956 года «О частичном изменении границы между Казахской ССР и Узбекской ССР» эти земли были переданы Самаркандской области Узбекской ССР.
16 февраля 1963 года на данной территории была образована Сырдарьинская область с центром в городе Янгиер. В её состав вошли город Джизак и Джизакский район Самаркандской области, Кировский и Пахтааральский районы, переданные из состава Казахской ССР, города Янгиер и Гулистан, Сырдарьинский, Гулистанский и Янгиерский районы Ташкентской области.
26 ноября 1963 года центр области перенесён из Янгиера в город Гулистан.
В 1964 году были образованы Джетысайский, Зааминский, Ильичевский, Фаришский районы, в 1966 — Янгиерский, в 1967 — Мирзачульский и Пахтакорский, в 1970 — Ворошиловский и Дустликский, в 1971 — Акалтынский, в 1973 году — Октябрьский.
В 1971 году Джетысайский, Кировский и Пахтааральский районы были переданы в Чимкентскую область Казахской ССР.
В 1971 году статус города областного подчинения получил город Сырдарья, а в 1972 — Ширин.
В 1973 году Джизакский, Дустликский, Зааминский, Мирзачульский, Октябрьский, Пахтакорский, Фаришский районы и город Джизак были переданы во вновь образованную Джизакскую область.
В 1975 году Янгиерский район был переименован в Хавастский.
В 1977 году был образован Комсомольский район, а в 1979 — Мехнатабадский.
В 1988—1990 годах в составе Сырдаринской области находились земли упразднявшейся на это время Джизакской области.

## География
Общая площадь — 4.28ming км². Сырдарьинская область расположена в центральной части Узбекистана на левой стороне реки Сырдарья.
На севере граничит с Мактааральским и Сарыагашским районами Южно-Казахстанской области Казахстана, на юге — с Истаравшанским и Зафарабадским районами Согдийской области Таджикистана, на западе — с Джизакской областью, на востоке — с Ташкентской областью.

## Климат
Климат — типично континентальный и засушливый. Голодная степь занимает существенную часть области. Количество осадков колеблется от 130-360 мм в год на равнинах до 440-620 мм в предгорье.
На юго-востоке области летом по нескольку дней дуют суховеи и бушуют пыльные бури, повреждающие посевы. Тёплый период составляет 247 дней, годовая сумма положительных температур — 5000-5900°C.

## Население
Население области по состоянию на 2019 год —  878 599 человек. Крупнейший город — Гулистан (с населением 54 000 человек). Другие города области — Янгиер, Сырдарья, Ширин и Бахт.
На официальном сайте Комитета по межнациональным отношениям и дружественным связям с зарубежными странами при Кабинете министров Республики Узбекистан опубликованы следующие сведения о численности национальных меньшинств в Сырдарьинской области на 1 января 2017 года:
- азербайджанцы — 2 853 чел.
- казахи — 112 951 чел.
- киргизы — 16 721 чел.
- таджики — 80 104 чел.
- русские — 23 306 чел.

## Административно-территориальное деление

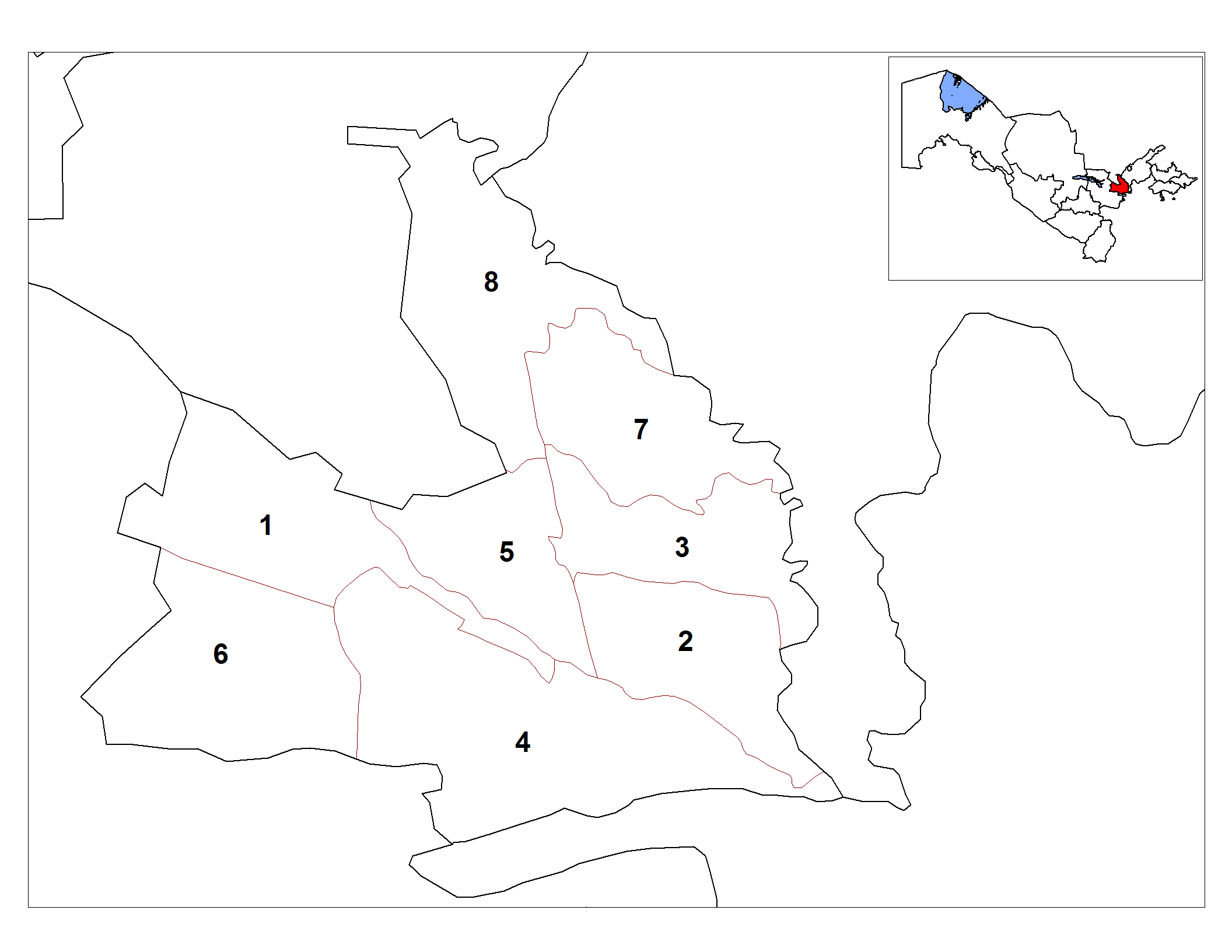
Административно-территориальное деление Сырдарьинской области (до 2004 года)

Сырдарьинская область состоит из 8 районов (туманов) и 3 городов областного значения.
8 районов (туманов):
1. Акалтынский район (центр — п. Сардоба);
2. Баяутский район (центр — п. Баяут);
3. Гулистанский район (центр — п. Дехканабад);
4. Хавастский район (центр — п. Хаваст);
5. Мирзаабадский район (центр — п. Навруз);
6. Сардобинский район (центр — п. Пахтаабад);
7. Сайхунабадский район (центр — п. Сайхун);
8. Сырдарьинский район (центр — город Сырдарья.

3 города областного значения:
1. Гулистан,
2. Ширин,
3. Янгиер.

## Экономика

### Сельское хозяйство
Экономика области основана на сельском хозяйстве, в особенности — на хлопке и пшенице. Есть тысячи гектаров целины, которые исследовались для сельскохозяйственных целей.
Эта территория имеет подходящую оросительную инфраструктуру. За несколько последних лет были построены насосные станции и другие оросительные средства.
Помимо хлопка и пшеницы, в области выращиваются животноводческие корма, овощи, дыни, тыквы, картофель, кукуруза, разнообразные фрукты и виноград. В области очень успешно развилось выведение крупного рогатого скота.
Планируется улучшать хлопкообрабатывающий сектор промышленности, удвоить сельскохозяйственное производство, построить фабрики для производства спирта и водки, производить джем, томатный сок и кетчуп. Часть производства будет экспортироваться.

### Промышленность
Промышленность базируется на таких отраслях, как производство строительных материалов и оросительного оборудования, обработка хлопка-сырца.

### Энергетика
- Сырдарьинская ГРЭС — одна из самых больших электростанций Узбекистана, производящая треть электричества в стране. Первичная цель для развития промышленности — экспортно-ориентированное производство. Имеются планы разработки и производства стальной проволоки и гибридных изделий.
- Фархадская ГЭС (ГЭС-16) — гидроэлектростанция на реке Сырдарья (вблизи города Ширин) построена по проекту архитектора И.Ю. Каракиса.

### Транспорт
- Протяжённость железных дорог — 400 км.
- Протяжённость автомобильных дорог — 2000 км.

## Руководство

### Хоким области
Мирзаев Гафурджан Ганиевич (12.2016-н.в.)
Настоящее время 
Хоким Области
Махмудалиев Акмал Азимжонович 2022 года

### Заместители
- Каримов Анвар Расулович[3],
- Хаджиматов Абдугаффор Тиллабаевич,
- Сабиров Камилжан Эркинович,
- Мадиримов Данияр Маматсалиевич,
- Носиров Отабек Уралович,
- Муминов Иркин Акмалович,
- Мамадаминов Улмасжон Ярмахамматович.

### Предшественники хокима
1. Хайдаров Равшан Хайдарович (11.2002-11.2004),
2. Джалолов Абдурахим Абдурахманович (11.2004-09.2009),
3. Ашурматов Ойбек Шодмонкулович (09.2009-12.2016)[4].